# Björn Hagvall
Björn Hagvall, född 11 juni 1943 i Södertälje, är en svensk jazzmusiker (piano, klarinett, saxofon), blockflöjtist, dirigent och ingenjör.
Hagvall växte upp i Norrköping, flyttade till Göteborg 1965, Luleå 1976 och Linköping 1996. Vid sidan av sitt arbete inom informationsteknologi har Björn Hagvall startat jazzgrupper och körer och arrangerat och komponerat musik.

## Ensembler
- Musikalisk ledare för Luleå Vokalensemble, 1978–1996[1][2]
- Pianist och musikalisk ledare för jazzgruppen Ruben Arcticus, 1985–1996
- Musikalisk ledare för Liunga Vokalensemble (tidigare Vokalensemblen Chianti), 1998–2013[3]
- Pianist och musikalisk ledare för jazzgruppen Björn Hagvall Trio, 1998–[3]
- Klarinettist och musikalisk ledare för Red Hot Jazz Band & The Rhythm Boys, 2007–
- Pianist och musikalisk ledare för Jazz- och lyrikgruppen Kamomill, 2010–

## Musik

### Kompositioner och arrangemang
- Hagvall, Björn (1994). E.N. rag Ragtime för blockflöjt och piano sopran, alt, tenor, bas piano (valfritt). Musik för blockflöjt. Luleå: Lådan. Libris 9079966
- Hagvall, Björn (1974). Fonerier arrangemang för blockflöjtkvartett. Blockflöjtmusik. Stockholm: Reuter & Reuter. Libris 1121917
- Hagvall, Björn (1994). Hadar rag ragtime för fyra blockflöjter (s, A, T, b) tre tvärflöjter (eller blockflöjter (s, a, t)) och piano. Musik för blockflöjt. Luleå: Lådan. Libris 9079945
- Hagvall, Björn (1984). Jazzvals för fyra blockflöjtkvartett (s, a, t, b). Spånga: Edition Bergstedt. Libris 763318
- Hagvall, Björn (1994). J.B.'s blues sopran, alt, tenor, bas, gitarr eller piano. Musik för blockflöjt. Luleå: Lådan. Libris 9079953
- Hagvall, Björn (1994). Kryddbänk Litet divertimento i tre satser (Curry, Muskot, Cayenne) för tre blockflöjter, tre tvärflöjter (eller blockflöjter) och piano. Musik för blockflöjt. Luleå: Musiklådan. Libris 9079939
- Hagvall, Björn (1994). Rumba för fem sopran, alt1, alt2, tenor, bas, maracas (valfritt). Musik för blockflöjt. Luleå: Lådan. Libris 9079982
- Säg mig den vägen som drager till livet Svensk folkmelodi (psalm 266b) Altblockflöjt (eller tvärflöjt) och orgel. Musik för blockflöjt. Luleå: Lådan. 1994. Libris 9079956
- Hagvall, Björn (1977). Blås-blues. Blockflöjtmusik / Clas Pehrsson. Stockholm: Reuter & Reuter. Libris 763327
- Hagvall Björn, Paulin Torbjörn, red (1994-). Norrbottnisk folkmusik musik för blandad kör. Luleå: Lådan musikförl. Libris 1953530
- Hagvall, Björn; Ekh Ulla (1980). Bara fem. [S.l.]: Bergstedts musikförlag. Libris 10120434
- Hagvall, Björn; Ekh Ulla (1980). Fantasier. [S.l.]: Bergstedts musikförlag. Libris 10120651
- Hagvall, Björn; Ekh Ulla (1980). Farligan. [S.l.]: Bergstedts musikförlag. Libris 10120647
- Hagvall, Björn; Ekh Ulla (1980). Folk som inte fattar. [S.l.]: Bergstedts musikförlag. Libris 10120638
- Hagvall, Björn; Ekh Ulla (1980). Lapptäcke. [S.l.]: Bergstedts musikförlag. Libris 10120486
- Hagvall, Björn; Ekh Ulla (1980). Livet för en 3-åring. [S.l.]: Bergstedts musikförlag. Libris 10120470
- Hagvall, Björn; Ekh Ulla (1980). En minut efter förlossningen. [Stockholm]: Bergstedts musikförlag. Libris 10123550
- Hagvall, Björn; Ekh Ulla (1980). Notis. [Stockholm]: Bergstedts musikförlag. Libris 10123517
- Hagvall, Björn; Ekh Ulla (1980). Somliga. [S.l.]: Bergstedts musikförlag. Libris 10120759
- Hagvall, Björn; Nyberg Sven (1993). Vårt galna hus 17 barnvisor. Luleå: Lådan musikförl. Libris 7449318. ISBN 91-630-1592-7 (part. (teXthäfte)
- Nyberg, Sven; Hagvall Björn (1996). Rallarrosblues. Luleå: Lådan musikförl. Libris 7796332. ISBN 91-972142-2-1
- Hagvall, Björn (1977). Tango för fyra. Clas Pehrsson Blockflöjtmusik. Stockholm: Reuter & Reuter. Libris 763322

## Utmärkelser
- Luleå kommuns kulturstipendium, 1985
- Ragnar Lassinanttis kulturpris, 1986
- Landstingets kulturstipendium, 1992
- NSD:s kulturpris, 1995
- Vuxenstipendium utdelat av Great Jazz Club i Linköping, 2001[3]
- Honnörsstipendiat i Linköpings kommun 2010[4]